# Vojtech Čelko
Vojtech Čelko (* 26. července 1946 Bratislava) je slovenský a český historik, publicista, do roku 2023 předseda Společnosti generála Milana Rastislava Štefánika v České republice a předseda Klubu kultury Syndikátu novinářů ČR.

## Život, pracovní kariéra, spolková činnost

### Rodina
Vyrůstal v Trenčíně s otcem JUDr. Vojtechem Čelkem, matkou Beatrix (rozenou Boženou Pospíšilovou, Trixi) a spolu se dvěma bratry – prvním z nich byl doc. MUDr. Alexander Martin Čelko, CSc. a druhým doc. MUDr. Juraj Čelko, Ph.D.. Jeho tetou (prasynovec) byla Františka Hrubišková (rozená Pospíšilová, tak zvaná Biela pani).

### Studium, práce, spolková činnost
V letech 1964–1969 studoval historii a hindštinu na Filozofické fakultě Univerzity Karlovy v Praze, na téže fakultě byl v letech 1967–1968 členem Akademické rady studentů (ARS). V letech 1966–1970 členem KSČ (vyloučen). V letech 1968–1970 byl předsedou Slovenského akademického klubu v Praze. Klub byl registrován v dubnu 1968 a sdružoval pražské slovenské studenty ze všech vysokých škol a vydával bulletin a pořádal kulturní akce. V letech 1969–1970 krátce (do zrušení ústavu) interním aspirantem v Historickém ústavu ČSAV a poté do roku 1972 totéž v Orientálním ústavu ČSAV, kde se mu nepodařilo zpracovat dizertační práci (CSc.). Absolvoval rok základní vojenskou službu v Kutné Hoře. Poté mimo jiné půjčoval automobily v podniku Pragokar. V letech 1974–1985 působil jako vedoucí v Městském muzeu v Rumburku. Od roku 1980 se věnoval i postgraduálnímu studiu muzeologie na Filozofické fakultě Univerzity Jana Evangelisty Purkyně v Brně (téma práce: Podíl spolku Excursionsclub na vzniku regionálních muzeí). V letech 1985–1990 byl tajemníkem Klubu slovenské kultury v Praze. V letech 1990–1993 byl ředitelem Domu slovenské kultury v Praze. Poté od roku 1994 pracoval nejprve jako tajemník a poté jako vědecký pracovník v Ústavu pro soudobé dějiny AV ČR, kde se (v letech 2001–2011) mimo jiné podílel i na spolupořádání středoškolské dějepisné soutěže EUstory, byl koordinátorem české části této mezinárodní soutěže. V roce 1998 spoluzakládal Československé dokumentační středisko, o. p. s. Byl tajemníkem české časti Česko-slovenské komise historiků vzniklé v roce 1994. Byl místopředsedou Společnosti přátel Mongolska, kterou založil Jiří Šíma. Čelko zpracoval na začátku tisíciletí jako jeden z prvních studii mapující život Mongolů na území České republiky. Byl i vedoucím hudební sekce Svazu českých filatelistů.

### Společnost generála Milana Rastislava Štefánika v České republice
V roce 1992 spoluzakládal v Praze Štefánikovu nadaci, která se transformovala v roce 2004 do Společnosti generála Milana Rastislava Štefánika v České republice (od 2004 občanské sdružení, od 2014 zapsaný spolek). Vojtech Čelko byl od založení Společnosti gen. M. R. Štefánika do roku 2023 jejím předsedou. Od března 2023 je předsedou Jan Kendera.

### Podíl na rozvoji česko-slovenských vztahů
Je i předsedou Klubu kultury Syndikátu novinářů České republiky. Žije v Praze a v pracovním i soukromém životě se věnuje česko-slovenskému porozumění a rozvoji česko-slovenských vztahů, též publicistice, moderování a organizování kulturních akcí a připomínek výročí osob z oblasti česko-slovenských vztahů.

## Publikace
- Demokratická strana, její miesto v slovenskom politickom živote v rokoch 1944–1946 (diplomová práce, UK 1969, vedoucí práce Věra Olivová, oponent Robert Kvaček)
- Volby 1935 na Slovensku (téma dizertační práce, 1980)
- Dějiny novodobého Slovenska (spoluautor s Jozefem Lettrichem, Bratislava 1993)
- Podíl spolku Excursions Club na vlastivědném bádání, vytvoření regionálních sbírek a muzeí, In: Bezděz (sborník). Vlastivědný sborník Českolipska 8/1999 (článek)[43]
- Zo všetkých strán (Slovenský literární klub v ČR, Praha 2011, 179 s.; publikované texty z let 1973–2010)
- Václav Havel – Vilém Prečan. Korespondence 1983–1989 (editor, Československé dokumentační středisko 2011)
- Zďaleka a zblízka (Slovenský literárny klub v ČR, Praha 2014, 292 s.)
- Spoločnosť generála Milana Rastislava Štefánika, In: Odkaz. Listy Masarykovy společnosti, č. 28, březen 2019, s. 12–15 (článek)
- Spomienky na začiatky českej Společnosti gen. M. R. Štefánika, z. s., In: Milan Rastislav Štefánik (1880–1919): výberová bibliografia, Banská Bystrica 2019, s. 31–38 (článek)[44]

## Ocenění
V roce 2009 obdržel Medaili Alexandra Dubčeka za občiansku statočnosť.
V roce 2010 získal Cena Matteja Hrebendu, kterou uděluje Obec Slovákov v Českej republike za zásluhy o pěstování vzájemnosti a úzkou kulturní, duchovní a ekonomickou spolupráci Čechů a Slováků. V témže roce obdržel Cenu Milana Hodžu při Dnech Milana Hodži v jeho rodišti ve slovenských Sučanech.
V roce 2016 obdržel Cenu Karla Čapka, kterou uděluje město Trenčianské Teplice, Kruh přátel české kultury Bratislava a lázně Trenčianské Teplice za propagaci života a díla bratří Čapků na Slovensku a za praktické uplatňování česko-slovenské vzájemnosti.
V roce 2022 obdržel Rad Ľudovíta Štúra I. triedy za mimořádné zásluhy o rozvoj SR v oblasti vědy a taky za mimořádné šíření dobrého jména SR v zahraničí od prezidentky Zuzany Čaputové.

## Zájmy
V. Čelko je dlouholetým filatelistou, sbírá poštovní známky s tématem hudby a hudebních motivů. Patří k přátelům Itálie a posluchačům vážné hudby. Je aktivní v oblasti spolků a spolkového života.